# Canard de Laysan
Espèce
Statut CITES
Statut de conservation UICN

 CR B1ac(iv) : 
En danger critique
Le Canard de Laysan ou Sarcelle de Laysan  (Anas laysanensis) est une espèce de palmipèdes appartenant à la famille des Anatidae. Il possède un plumage orangé marbré de brun. La tête est brun foncé. Son œil est noir entouré d'une tache blanche plus ou moins marquée. Le mâle possède des motifs faciaux plus marqués que la femelle, sous la forme de petites traînées blanchâtres. Le bec est gris argenté à orange. Les pattes palmées sont orange pâle chez la femelle et orange vif chez le mâle.

## Description et mode de vie
Ils se nourrissent, assez étrangement, de diptères, de coléoptères, de papillons de nuit et de crevettes sur l'unique lac salé, au milieu de l'île. Ils s'alimentent surtout la nuit. Le Canard de Laysan bâtit son nid dans la végétation dense, pour le dissimuler des prédateurs, et seule la femelle élève les jeunes.

## Étymologie
Laysan est le nom d'un atoll des îles hawaïennes du Nord-Ouest, à Hawaï, aux États-Unis

## Répartition
Quelques centaines d'individus vivent sur l'atoll de Laysan, très isolé, dont la superficie est de 370 ha (et 3 km de long) au milieu de l'océan Pacifique, près d’Hawaï. Déserté par les ouvriers des mines de guano, il est aujourd'hui protégé.
Une seconde population a été introduite sur l'atoll de Midway, un autre atoll protégé du Pacifique.

## Menaces et causes de régression
Des découvertes archéologiques récentes prouvent que le Canard de Lysan était autrefois présent sur tout l'archipel hawaïen. Toutefois, il en aurait disparu avant de pouvoir y être décrit. Déjà avant 1834, on ne le trouvait plus, hors de Laysan, que sur l'île tout aussi isolée de Lisianski, à l'ouest d'Honolulu.
Le canard de Laysan est aujourd'hui en danger critique d'extinction. Il semblerait que sa population soit restreinte naturellement depuis longtemps, étant donné qu'il vit sur un atoll très isolé (l'île la plus proche est à 500 km). Il fut donc longtemps condamné à vivre sous la menace permanente d'une catastrophe locale, susceptible d'anéantir toute la population en une seule fois (introduction d'un prédateur, apparition d'une maladie, catastrophe climatologique, etc.).
En 1930, si on en croit les récits, il ne restait plus sur l'atoll de Laysan que quelques mâles et une seule femelle. La survie de l'espèce était donc suspendue à celle-ci. La femelle réussit à pondre cette année-là mais un prédateur trouva le nid dans les herbes et dévora les œufs. Un fait inhabituel, car, en général, les nids des Canards de Laysan sont bien dissimulés. Mais contre toute attente, la femelle parvient à pondre de nouveau quelques œufs quelques semaines plus tard. Cette fois, les poussins naquirent et se développèrent, ce qui fut un tournant pour l'espèce. Malgré une certaine consanguinité, la population se reconstitua à partir de ces quelques individus.
Au début des années 1990, plus de huit cents individus vivaient sur Laysan et l'espèce semblait prospérer. Mais deux nouvelles menaces mirent en danger l'espèce en 1993 : une sécheresse qui réduisit drastiquement la quantité de nourriture disponible pour les volatiles, et une épidémie de botulisme. Il y eut à peine quatre-vingt-deux survivants.

## Histoire de la réintroduction
Les découvertes archéologiques montrant que le canard de Laysan vivait autrefois dans tout l'archipel hawaïen permirent de comprendre que l'espèce n'était pas endémique de l'île, et par conséquent qu'elle avait des exigences écologiques moins importantes que ce qu'on aurait pu croire. Puisqu'elle pouvait potentiellement s'adapter à d'autres milieux, les protecteurs de la nature lancèrent un programme d'implantation du Canard de Laysan sur Midway, un autre atoll protégé dans l'océan Pacifique. Un lâcher expérimental de quarante-deux individus fut effectué avec des résultats très encourageants. Les Canards de Laysan, ayant plus d'espace que sur leur atoll d'origine, commencèrent à nicher immédiatement. Plus de cinquante poussins furent élevés dès la première saison de reproduction. En 2010, plusieurs projets étaient en cours pour poursuivre la réintroduction sur d'autres îles du Pacifique, notamment Lisianski. Il se peut qu'il existe d'autres endroits où le Canard de Laysan puisse être réintroduit, notamment les îles principales d’Hawaï et il y a bon espoir, pour que, dans quelques années, les Hommes n'aient plus de soucis à se faire pour cette espèce.